# 선화공주 (영화)
"선화공주"(善花公主)는 한국에서 제작된 최성관 감독의 1957년 영화이다. 김근자 등이 주연으로 출연하였고 김영창 등이 제작에 참여하였다.

## 출연

### 주연
- 김근자
- 박귀희
- 김승호
- 주선태

## 기타
- 조명: 김동식
- 녹음: 최칠복
- 미술: 하영반
- 미술: 김수동
- 의상: 박영진
- 소품: 박영진